# Ceratopogon sociabilis
Ceratopogon sociabilis är en tvåvingeart som först beskrevs av Maurice Emile Marie Goetghebuer 1920.  Ceratopogon sociabilis ingår i släktet Ceratopogon och familjen svidknott. Inga underarter finns listade i Catalogue of Life.